# Styloperla spinicercia
Styloperla spinicercia är en bäcksländeart som beskrevs av Wu, C.F. 1935. Styloperla spinicercia ingår i släktet Styloperla och familjen Styloperlidae. Inga underarter finns listade i Catalogue of Life.